# Decisive Battles of World War II: Korsun Pocket
Decisive Battles of World War II: Korsun Pocket — покрокова стратегічна комп'ютерна гра, розроблена австралійською компанією SSG. Гра є частиною відомої серії покрокових стратегій Decisive Battles of World War II і була випущена 25 серпня 2003 року. Гра описує Корсунь-Шевченківську операцію.
У грудні SSG випустила офіційне доповнення до гри, яке отримало назву Across the Dnepr. Доповнення можна скачати з сайту видавця — Matrix Games.